# Прямо в сердце
«Прямо в сердце» (итал. Colpire Al Cuore) — кинофильм.

## Сюжет
Эмилио, молодого прилежного студента, со своей студенткой Джулией и её любовником Сандро знакомит его же отец, профессор университета по имени Дарио. Любитель фотографии, Эмилио решает поснимать эту пару, но вскоре к своему удивлению обнаруживает, что Джулия является любовницей и его отца. Не сказав Дарио об этом ни слова, разозлённый и обиженный сын начинает шпионить за отцом, не подозревая к чему это приведёт.

## В ролях
- Жан-Луи Трентиньян — Дарио
- Фаусто Росси — Эмилио
- Лаура Моранте — Джулия